# Emoia brongersmai
Emoia brongersmai är en ödleart som beskrevs av Brown 1991. Emoia brongersmai ingår i släktet Emoia och familjen skinkar. Inga underarter finns listade i Catalogue of Life.